# Sint-Hubertuskerk (Elewijt)
De Sint-Hubertuskerk is een kerk in het Belgische dorp Elewijt. Het neogotische gebouw staat in het dorpscentrum, aan de Tervuursesteenweg. De kerk met het omliggend plein en het orgel zijn beschermde monumenten.

## Geschiedenis
De kerk werd in 1847 verbouwd tot het neogotische gebouw van nu. De oorspronkelijke Romaanse koortoren werd geïntegreerd binnen de huidige westgevel en hetzelfde jaar werd de kerk ingewijd.

## Architectuur
Het is een kruiskerk, met als grondplan een Latijns kruis. Het gebouw heeft een ingebouwde 12e-eeuwse toren van zandsteen. Aan de westgevel zijn de sporen zichtbaar van twee voormalige dakhellingen. Het gebouw bestaat uit baksteenmetselwerk op een zandstenen ondergrond. De kerk huisvest een Van Peteghemorgel. Dit orgel heeft een eikenhouten orgelkast in de rococostijl en is sinds 1979 beschermd. In 2007 werd de kerk gerestaureerd. Minister Marino Keulen kende een subsidie toe van 282.250 euro, de kerkfabriek leende 190.000 euro waarbij de gemeente het resterende deel betaald. In 2010 werd bekendgemaakt dat de Vlaams minister van Onroerend Erfgoed Geert Bourgeois een subsidie toekende van 144.645 euro voor de restauratie van het beschermde orgel

## Processie
Sinds 1603 trekt de Sint-Hubertusprocessie door Elewijt. Deze processie bestaat uit een opening met ruiters, landsknechttrommelaars en de jachthoornblazers. Na het vieren van de mis worden dieren gezegend. De processie wordt afgesloten door diverse groepen die het leven van Sint-Hubertus uitbeelden, waarbij een van de groepen Hubertus' dood in 727 uitbeeldt. De afsluiting bestaat uit een sacramentsviering waarbij Sint-Hubertuskoek wordt uitgedeeld.